# Current Contents

Current Contents est une base de données bibliographiques en anglais. Elle permet d'obtenir des informations rapides sur la production scientifique récemment publiée et disponible dans le Web Of Science. 
Auparavant sous la propriété du groupe Thomson Reuters, qui avait acquis cette base de données lors de son acquisition de l'Institute for Scientific Information, elle est désormais gérée par le groupe Clarivate. 

## Histoire
Les premières éditions de Current Contents ont été publiées en format papier, dans une édition unique dédiée seulement à la biologie et la médecine. 

## Éditions
En 2014, les différentes éditions de Current Contents sont :
- Current Contents Agricultural, Biological, and Environmental Sciences
- Current Contents Arts and Humanities
- Current Contents Clinical Medicine
- Current Contents Engineering, Technology, and Applied  Sciences
- Current Contents Life Sciences
- Current Contents Physical Chemical and Earth Sciences
- Current Contents Social & Behavioral Sciences